# 국가정보원직원법
대한민국의 국가정보원직원법은 대한민국 국가정보원 직원의 자격·임용·교육훈련·복무·보수 등에 관하여 「국가공무원법」에 대한 특례를 규정한 법이다.

## 같이 보기
- 국가정보원법
- 국가공무원법